# Die kleinen Pariserinnen
Die kleinen Pariserinnen ist ein französischer Jugendfilm von Diane Kurys aus dem Jahr 1977.

## Handlung
Spätsommer 1963: Die 13-jährige Anne Weber lebt mit ihrer zwei Jahre älteren Schwester Frédérique und ihrer Mutter in Paris. Die Eltern sind geschieden, doch verbringen die Kinder wie jeden Sommer einige Tage mit ihrem Vater am Meer. Frédérique verliebt sich in den etwas älteren Marc, mit dem sie sich nach der Rückkehr nach Paris weiterhin Briefe schreibt. Anne öffnet den ersten Brief heimlich und nimmt eines der Fotos von Marc an sich, das sie von nun an stets bei sich trägt. Das neue Schuljahr beginnt und damit auch die immer neue Aufteilung in die Klassen. Die Lehrer sind je nach Anlage despotisch oder stehen den Schülerinnen vollkommen hilflos gegenüber. Anne, die zunehmend Probleme in der Schule hat, drückt sich um Klassenarbeiten in Mathe, indem sie Bauchschmerzen vorgibt, oder versucht, in Geschichte mit dem zwei Jahre alten Aufsatz ihrer Schwester durchzukommen, was die Lehrerin jedoch bemerkt. Als Anne nach einem Streich einer Mitschülerin wie der Rest der Klasse auch durch eine wichtige Arbeit fällt und einen Schultadel erhält sowie gegen den Willen ihrer Mutter heimlich Nylonstrumpfhosen in der Schule trägt, spricht die Mutter ein Machtwort: Entweder das zweite Trimester läuft für Anne besser, oder sie wird auf ein Internat geschickt.
Auch Frédérique hat schulische Probleme. Sie ist in Gedanken ganz bei Marc. Zudem engagiert sie sich zunehmend politisch, was in der Schule jedoch verboten ist. Die Mutter muss daher zum klärenden Gespräch bei der Schulrätin erscheinen. Die Schwestern verbringen den Winterurlaub mit ihrem Vater in den Bergen. Nach den Ferien darf Anne mit ihrer Schwester auf eine Feier gehen, langweilt sich jedoch und lernt den jungen Xavier kennen, der sie schließlich nach Hause bringt. Anne wird langsam erwachsen und bekommt ihre Tage. Mit dem neuen Abschnitt in ihrem Leben beginnt auch ein neuer Abschnitt der Unsicherheit. Als Frédérique nach den Osterferien, die sie zusammen mit Marc verbringen durfte, feststellt, dass sie ihn gar nicht liebt und sich von ihm trennen wird, beginnt Anne zu weinen. Frédériques Zeit mit Marc wiederum wurde vorzeitig unterbrochen, erfuhr sie doch vom Verschwinden ihrer Mitschülerin Muriel. Die Schwestern stehen Muriels Vater bei, den Frédérique in einer schwachen Minute sogar küsst. Ihr neues politisches Bewusstsein führt sie zu anderen Klassenkameraden, die sie früher nicht ausstehen konnte, die nun aber ihren Interessen näher stehen als ihre bisherigen Freunde. Sie selbst wundert sich darüber.
Am Ende des Schuljahres erscheint Muriel plötzlich wieder in der Schule. Sie war mit ihrem Freund ausgerissen und hat eine Zeit lang mit ihm „wie Mann und Frau“ auf einem Bauernhof gewohnt. Zurück in der Schule, lehnt sie jegliche Bevormundung ab und schreit so lang „Scheiße!“ auf dem Schulhof, bis sie von der Schule geworfen wird. Frédérique steckt unterdessen ihre Energie in eine Schulaufführung von Molières Gelehrten Frauen, in der sie eine Hosenrolle übernommen hat. Die Aufführung, zu der auch ihr Vater erscheint, wird ein voller Erfolg. Hinter der Bühne beglückwünscht Muriels Vater sie für ihre Leistung und dankt ihr für ihren Beistand. Er hat seine neue Freundin an seiner Seite und Frédérique weint nach seinem Fortgang vor Enttäuschung. Das Schuljahr geht zu Ende und Anne und Frédérique verbringen erneut die Ferien bei ihrem Vater am Meer.

## Produktion
Die jungen Pariserinnen war das Regiedebüt von Diane Kurys. Sie verarbeitete darin semi-autobiografisch ihre eigene Kindheit: Sie wuchs nach der Scheidung ihrer Eltern mit ihrer Schwester bei der Mutter in Paris auf. Der Film wurde unter anderem im Lycée Jules-Ferry in Paris sowie in Saint-Aubin-sur-Merge im Calvados (Ferienszenen) gedreht. Er lief in Frankreich am 14. Dezember 1977 in den Kinos an und kam am 28. April 1978 auch in die deutschen Kinos.

## Kritik
Der Filmdienst nannte Die kleinen Pariserinnen mit seinen Bezügen zur Ermordung John F. Kennedys, zum Tod Édith Piafs und zum Algerienkrieg „zugleich ein Stück Zeitgeschichte. Mit Charme, Humor und Sinn für politische und gesellschaftliche Zusammenhänge fängt er den Alltag junger Leute realistisch ein.“

## Auszeichnungen
Der Film gewann 1977 den Louis-Delluc-Preis. Er wurde 1978 für einen César in der Kategorie Bester Ton nominiert und gewann 1979 den NBR Award („Top Foreign Films“) des National Board of Review der USA als einer der besten internationalen Filme des Jahres.